# エドモンド・デ・アミーチス

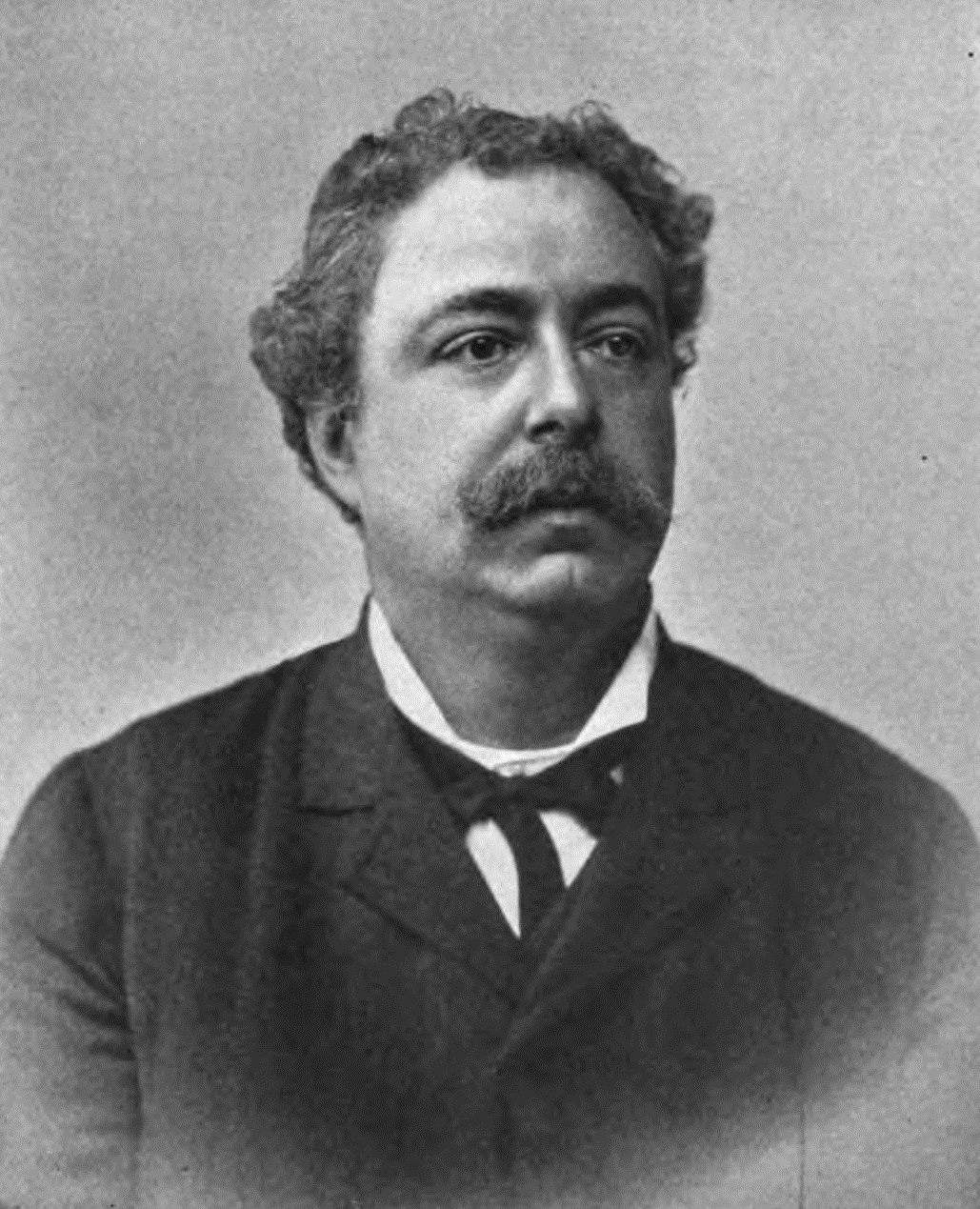
エドモンド・デ・アミーチス

エドモンド・デ・アミーチス（Edmondo De Amicis、1846年10月21日 - 1908年3月11日）は、イタリア王国の作家。

## 生涯
イタリア北西部（当時サルデーニャ王国領）の町オネッリア（1923年よりインペリア市の一部）で生まれる。イタリア統一運動の時代に育ったアミーチスは1860年、14歳のときに、ジュゼッペ・ガリバルディの千人隊（赤シャツ隊）に志願したほどの愛国者であったが、幼少として断わられる。

## 作品
代表作に、統一イタリアの子供の教育用に書いた愛国小説『クオーレ』 (Cuore) がある。この作品の中の挿話短編「アペンニーノ山脈からアンデス山脈まで」 (Dagli Appennini alle Ande) が、日本では『母をたずねて三千里』のタイトルで知られている。『クオーレ』を初めて日本語訳したのは教育者の三浦修吾で、アミーチスが「愛の学校」というサブタイトルをつけた。